# Max Bulla
Max Bulla (* Viena, 26 de septiembre de 1905 - † Pitten 3 de julio de 1990). Fue un ciclista austriaco profesional entre 1926 y 1949 cuyos mayores éxitos deportivos los obtuvo en el Tour de Francia, donde obtuvo 3 victorias de etapa, y en la Vuelta a España, donde lograría 2 victorias de etapa.

## Palmarés
| 1926 - Campeón de Austria en Ruta 1927 - Campeón de Austria en Ruta 1931 - 3 etapas en el Tour de Francia - Gran Premio de Zúrich - Marsella-Lyon - 1 etapa en la Vuelta a Alemania | 1933 - Vuelta a Suiza, más 2 etapas - Critèrium de Luxemburgo 1934 - 1 etapa en la Vuelta a Suiza 1935 - 2 etapas de la Vuelta a España 1936 - 1 etapa en la Vuelta a Suiza |

## Equipos
- 1926 à 1929 : individual
- 1930 : Dürkopp
- 1931 : Faggi-Pirelli et O.Egg
- 1932 : Alcyon et O.Egg
- 1933 a 1937 : O.Egg
- 1938 a 1939 : Phänomen
- 1941 a 1942 : Diamant
- 1946 : individuel
- 1947 : Tebag
- 1948 a 1949 : individual

## Resultados en las grandes vueltas

### Tour de Francia
- 1931: 15º, vencedor de 3 etapas
- 1932: 19º
- 1933: eliminado
- 1936: abandono

### Giro de Italia
- 1934: 47.º

### Vuelta a España
- 1935: 5º, vencedor de 2 etapas